# Palestine mon pays
Palestine mon pays, sous-titré L'affaire du poème, est un ouvrage composé autour de trois poèmes de Mahmoud Darwich. Il est paru en français en 1988 aux éditions de Minuit. 

## Histoire
Au printemps 1988, lors de la première intifada, un poème de Mahmoud Darwich circule parmi les manifestants palestiniens. Il s'agit de « Passants parmi des paroles étrangères ». Le poète est accusé de vouloir « répandre la haine » et « chasser les Juifs de la région » par la classe politique israélienne.
En réponse, le poète « souligne d’abord que les appels au départ lancés dans son poème ne concernent à ses yeux que les territoires occupés après 1967 » et qu'il exprime une aspiration de son peuple, « le rêve de retrouver un pays qu’ils ne peuvent s’empêcher de considérer comme le leur, intégralement, même s’ils savent devoir se contenter d’une fraction ».
Son éditeur, Jérôme Lindon, souhaite réinstaurer « le droit fondamental qu'a tout écrivain d'être lu dans son authenticité » et « la liberté pour les Palestiniens de revendiquer la Palestine pour patrie ».

## Composition de l'ouvrage
- Note de l'éditeur
- Simone Bitton :  « Le poème et la matraque »
- Mahmoud Darwich :  « Passants parmi des paroles étrangères »  –  « Notre pays c'est notre pays »  –  « L'hystérie du poème »
- Mati Peled :  « Un poème de la colère »
- Ouri Avnéri :  « L'arrogance de la gauche israélienne »